# دونالد مادن
دونالد مادن (بالإنجليزية: Donald Madden)‏ هو ممثل أمريكي، ولد في 5 نوفمبر 1928 في نيويورك في الولايات المتحدة، وتوفي في 22 يناير 1983 بسبب سرطان الرئة. من الجوائز التي نالها جائزة المسرح العالمي سنة 1960.

## جوائز وترشيحات
جوائز
- جائزة المسرح العالمي (1960)

ترشيحات
- جائزة توني لأفضل ممثل في مسرحية [الإنجليزية]‏ (1967)
- جائزة توني لأفضل ممثل في مسرحية [الإنجليزية]‏، عن عمل: البطة البرية (1967)

## وصلات خارجية
- دونالد مادن على موقع IMDb (الإنجليزية)
- دونالد مادن على موقع قاعدة بيانات برودواي على الإنترنت (الإنجليزية)
- دونالد مادن على موقع قاعدة بيانات الفيلم (الإنجليزية)